# 桐山靖雄
桐山 靖雄（きりやま せいゆう、1921年〈大正10年〉1月5日 - 2016年〈平成28年〉8月29日）は、仏教系新宗教阿含宗の開祖。母方の姓を名乗った桐山靖雄は法名で、本名は堤 真寿雄（つつみ ますお）。神奈川県横浜市神奈川区出身。
中国国立北京大学名誉教授、国立中山大学名誉教授、中国国立佛学院名誉教授、モンゴル国立大学学術名誉教授・名誉哲学博士、タイ国立タンマサート大学ジャーナリズム・マスコミュニケーション学名誉博士、サンフランシスコ大学終身名誉理事、ロンドン大学東洋アフリカ研究学院 (SOAS) 名誉フェロー、スリランカ仏教シャム派名誉大僧正、チベット仏教ニンマ派仏教大学名誉学長・客員教授、中国国際気功研究センター会長、日本棋院名誉九段、関西棋院九段、中国棋院名誉副主席。

## 概要
1978年（昭和53年）4月8日に阿含宗を立宗、12月には『阿含密教いま』を世に問うた。立宗に至るまでの約24年間は凖胝観音を本尊とし、『観音経』を依経とする観音慈恵会という仏教教団を主宰していた。
作家志望であり、文藝春秋社の月刊誌『話』（1933年 - 1940年）に巻頭読み切りが掲載されたこともある。後に同社の社長となった千葉源蔵が原稿を買い受けたからである。保高徳蔵の同人誌『文藝首都』にも加わっていた。18歳の時に喀血、肋膜炎をこじらせて結核となる。徴兵検査は丙種。結核の治療のためサナトリウムに入る。不運に嘆き天源淘宮術を学ぶなどして運命学を志す。白隠禅師の『施行歌』の一節「利口で貧乏するを見よ」に感化される。
戦後、精米機と製粉機を販売して一定の成功を収めるが、27歳の時、事業に失敗し父が建てた疎開工場の跡地で自殺を図った。首吊りのための縄をかける梁を探していたところ、『般若心経』『観音経』『延命十句観音経』『凖胝観音経』などの記された小経本を梁の上に発見。『凖胝観音経』にある「寂静にして心常に誦すれば一切諸々の大難能く是の人を侵すこと無し」という一句に救いを求め、凖胝観音を守り本尊とし、その布教のために観音慈恵会を発足。敷金3ヶ月分を家賃としての裏長屋からのスタートであった。藩の剣術指南番であった母方の祖父以来の悪業を絶つために法名として母方の桐山姓を名乗る。以後、自身のもつ「ガンの因縁」や「刑獄の因縁」といった悪因縁（悪い運命の星）を解脱するために因縁解脱法を探求し続け、6年間、『法華経』の勉強もしたが、「教え」以上の「法」を求めて密教門を叩いた。その難行とされる念力の護摩法を成就するなどして一時は「桐山密教」と謳われることもあったが反発も大きく、真言密教が様式化していることを知って密教界を去るも、ついには小乗の経典と卑しめられていた『阿含経』こそが、釈迦が直説した唯一の経典である以上に、七科三十七道品（三十七菩提分法）という成仏法（因縁解脱し仏陀になるための方法）の記されてある唯一の経典であることを見出した。釈迦仏教は出家仏教であるとの懸念もあったが、『雑阿含経』「一切事経」に説かれている「優婆塞（優婆夷）の十六法」が在家成仏の文証であることを見出して、56歳の時に阿含宗を立宗することを決意。七科三十七道品を現代的に「ブッダになるための七種のシステムと三十七種類のカリキュラム」として打ち出し、しかしそれをあくまでも後期大乗仏教である密教の様式でもって修行することを説いた。
55歳の時より金島忠（当時七段）に囲碁を教わる。七目からのスタートであった。横山国忠（当時八段）とテレビ対局、三目で勝つ。続けて、趙治勲本因坊とテレビ対局、122手、三目で勝つ。日本棋院より名誉九段位を授かる。
1991年（平成3年）4月、京都市山科区の花山に純日本式寺院である釈迦山大菩提寺を本山総本殿として建立成就。1993年（平成5年）、伊勢神宮第61回式年遷宮に際して遷宮伊勢の会と平成お伊勢参り実行委員会から招聘を受け奉祝の神仏両界大柴燈護摩供を開催。1994年（平成6年）には国立千鳥ヶ淵戦没者墓苑において柴燈護摩形式による法要、翌1995年（平成5年）には近江神宮より招聘を受けて柴燈護摩形式による法要を行った。
中国に『法句経』が伝来して以来、1999年目に当たる1997年（平成9年）12月、国立中山大学から名誉教授として招聘を受け「阿含仏教」について講演、また翌年11月には、国立北京大学において阿含経を小乗経典とする天台智顗の教相判釈の問題について講演、国立佛学院より名誉教授号を贈られる。1999年（平成11年）12月、北京大学より名誉教授として招聘を受け、佛学院において阿含宗について講演。2000年（平成12年）6月、ロンドン大学東洋アフリカ研究学院 (SOAS) にて講演、後に名誉フェローシップの栄誉を受ける。
1998年10月、台湾内政部などの招聘を受け台湾嘉義市にて理の柴燈護摩を修する。以後、インド、ニューヨーク、パリ、アウシュビッツ、イスラエルなどにおいて世界平和を祈る護摩法要を行った。また、パラオ諸島コロール島での法要を皮切りとして沖縄、ガダルカナル島、ニューギニア島、硫黄島、サイパン島、バシー海峡といった戦地、あるいはシベリア抑留地などにおいて戦没者の成仏供養のための柴燈護摩法要を開催。沖縄県護国神社においても柴燈護摩を奉修、国立千鳥ヶ淵戦没者墓苑においては「護国之御英霊」の旗を掲げて内護摩形式での法要を行った。以後、同墓苑においては毎年、新盆に万燈会が行われている。

## 経歴
- 1921年1月5日 横浜市神奈川区に弟二人、妹一人の四人兄弟の長男として生まれる[3]。
- 1923年 横浜から東京の本所に転居、関東大震災に遭う。後、千葉の流山に移る。
- 1932年 神田三崎町にあった私立の大成中学校に入学、本郷町にあった新聞販売店に住み込み新聞配達のバイトをしながら通う。
- 1935年 私立の夜間中学校に籍を置きながら出版社で働く。
- 1937年 上野にあった帝国図書館に日参して勉強し始める。
- 1941年 結核の療養のため千葉の上総湊（かずさみなと）にあった鳩山病院に入院、安静療法のため白隠禅師の『夜船閑話』に説かれる「軟酥（なんそ）の法」に打ち込む。
- 1947年 渡辺たちとの婚姻届け提出[3]。
- 1951年 妹をガンでなくす。
- 1952年 詐欺、契約違反の容疑で警視庁西新井署に、手形詐欺容疑で千葉県松戸署に逮捕された。
- 1953年 酒税法違反・私文書偽造容疑で警視庁防犯課に逮捕された。[4]。懲役1年6ヶ月、罰金5万円の実刑判決を受け、数年後に約10ヶ月間、習志野刑務所（現・市原刑務所）で服役した[5]

。

### 観音慈恵会の時期
- 1954年 生麦の裏長屋を借りて観音慈恵会を始める。時に、母の実家の姓「桐山」を法名とする。
- 1955年1月7日 大田区千鳥町に観音慈恵会を移す。後、港区田村町、渋谷区神南町、世田谷区祖師ヶ谷へと移転。
- 1956年1月3日 京都にある養源院で初めて法話をする。
- 1957年 処女作『幸福への原理』（観音慈恵会発行）を刊行。
- 1969年10月 富士の天母台にて柴燈護摩を焚く。
- 1970年1月3日 方広寺に間借りしていた観音慈恵会京都道場にて、7日には北陸支部道場にて法力護摩（念力の護摩）を焚く[1]。
- 1971年 満50歳にして上梓した『変身の原理』（文一出版） がベストセラーとなり「ヘンシーン」を流行語として密教ブームを起こす。
- 1972年 大峰山吉野桜本坊の巽良乗大僧正より名誉行満大正位大先達の山伏位階を授かる。
- 1974年3月 渡米、ヨギ・バジャン師より予言を受ける。
- 1975年4月 『変身の原理』が角川文庫から再刊される。

### 阿含宗の立宗後
- 1978年4月8日 阿含宗を立宗。
- 1980年『守護霊を持て』がベストセラーとなる。11月4日 インドのブッダガヤの金剛宝座にて修法、8日には祇園精舎のミラクルの池にて仏勅を受ける。
- 1985年3月 バチカンのサン・クレメンテ教会にて護摩修法。
- 1988年11月 中国北京市の白雲観を訪問。
- 1989年1月 中国山東省の太清宮を訪問。4月 中国人民大会堂にて王震国家副主席と会談。5月 小説『1999年地球壊滅』などの評価により、ダッチ・トゥリート・クラブの会員となり、 アイザック・アシモフ会長からメダルを贈呈される。12月 ダライ・ラマ14世のノーベル平和賞受賞式に招待され参加。
- 1990年5月 国際警察長官協会の終身メンバーとなる。
- 1991年4月 阿含宗の本山総本殿として釈迦山大菩提寺を建立成就。
- 1992年 日本棋院より名誉八段と認定、武宮正樹十段と三子で記念対局。
- 1993年9月 台湾の絲路出版社から『守護霊がもてる冥徳供養』の中国語訳が刊行される。 11月6日～11日 チベット仏教サキャ・ツァル派の大座主チョゲ・ティチェン・リンポチェより金胎両部の伝法灌頂を受け法脈を相承、僧位「金剛大阿闍梨耶」を授かる。
- 1994年2月 台湾で『君は誰れの輪廻転生か』の中国語訳が刊行される。
- 1995年9月 イエズス会系のサンフランシスコ大学の理事に選任される。
- 1998年9月 サンフランシスコ市が9月23日をキリヤマ・デーと定める、11月 北京大学にて「止観の源流としての阿含仏教」という題で講演。
- 1999年3月 インド政府より招聘を受け、ニューデリー郊外にて柴燈護摩法要を行う。
- 2000年6月 ロンドン大学東洋アフリカ研究学院 (SOAS)にて招待講演、11月 ニューヨークのユニタリアン教会にて護摩修法。
- 2001年10月 ニューヨークのリバーサイド教会で護摩修法。
- 2002年12月 日本棋院より名誉九段と認定。
- 2010年日本棋院から大倉喜七郎賞を受賞。
- 2014年 関西棋院より九段の免状を受ける。
- 2016年8月29日 老衰のため死去[7]。95歳没。

## 法脈
仏教の三つの流れ（南伝仏教、東伝仏教、北伝仏教）の各法脈を継承。
- 1970年　真言宗小田慈舟大僧正より広島県比婆郡比和町（当時）の城福寺にて如意宝珠法を伝授される（北伝仏教）
- 1972年～1973年　小田大僧正より観音慈恵会京都道場にて金剛界法・胎蔵界法を伝授される（北伝仏教）
- 1983年 チベット仏教ニンマ派のミンドルリン寺の大座主ミンリン・ティチン・リンポチェより秘法の伝授を受け、その秘経と古儀密教の法衣（シャナク）、また最高位の法号「ギュルミ・ドルジェ・ドゥ・ドゥル・ツェル（一切萬霊守護金剛）」を授かる（東伝仏教）
- 1988年 チベット仏教ニンマ派より、金剛阿闍梨法冠の授与灌頂、僧位の師の位「金剛阿闍梨位」を授かる（東伝仏教）
- 1992年 スリランカ仏教シャム派より、名誉大僧正の僧位と法号「キールティ・スリ・サーマ・ドゥータ（輝く平和の大王）」を授かる（南伝仏教）
- 1993年 チベット仏教サキャ派の大座主チョゲ・ティチン・リンポチェ（ツァル派出身）より、金剛界・胎蔵界両部の伝法灌頂、最高僧位「金剛大阿闍梨耶」と法号「智勝光明大覚者（ンガワン・リクズィン・テンペル）」を授かる（東伝仏教）
- 1994年 ミャンマー仏教界から僧位「アシン・ウイ・トッダ・タンダ・マナ（非常に高潔で平和を招来する尊い僧）」と法号「テイラ・ワーダ・サーサナ・ノツガハ・ベイック（釈迦の真の教えを保護し伝道してこられた大尊者）」を授かる（南伝仏教）
- 1995年 チベット仏教より瑜伽タントラ金剛界血脈相承（ツォクシン）のタンカを授かる（東伝仏教）
- 1999年 チベット仏教界から当代最高の人物に贈られる名誉称号「パンティッタ」を授かり、ニンマ派総本山ミンドルリン寺で称号認証式拳行（東伝仏教）
- 2010年 ブータン高僧（チベット仏教ドゥクパ・カギュ派）から後期密教の伝法灌頂を受け、法号「ウガワン・ゲルツェン（王者の説法をする仏法守護者）」を授かる（東伝仏教）
- 2011年 ブータン高僧からドルジ・パモ伝法灌頂、護法尊伝法灌頂を受ける。

## 教職・学位
- 1991年 チベット仏教ニンマ派仏教大学名誉学長に就任
- 1995年 サンフランシスコ大学理事に就任
- 1996年 モンゴル国立大学より名誉哲学博士学位を授かる
- 1997年 中国国立中山大学名誉教授に就任
- 1998年 中国国立佛学院名誉教授に就任
- 1999年 モンゴル国立大学学術名誉教授に就任、中国国立北京大学名誉教授に就任

- 2001年 タイ国立タンマサート大学より名誉博士号を授かる
- 2003年 ロンドン大学東洋アフリカ研究学院 (SOAS)名誉フェローを授かる
- 2005年 モンゴル科学アカデミーから名誉哲学博士の学位を授かる

## 受賞・栄典等
- 1990年 国際警察長官協会 (IACP) から特別功労賞受賞。国連・国際麻薬取締官協会(INEOA)から平和賞受賞
- 1991年 パリ市特別文化功労賞（金メダル）受賞、モンマルトル名誉市民となる。イタリア共和国功労勲章グランデ・ウッフィチャーレ受章（外国人としては初、114人目の受章）
- 1992年 日本棋院名誉八段認定
- 1997年 スリランカ首相賞・功労大賞受賞
- 1998年 サンフランシスコ大学第1回アジア太平洋リーダーシップ賞受賞、北京大学教育奨励賞受賞
- 2001年 モンゴル国最高国家勲章友好大勲章、および平和の銀賞受賞
- 2002年 日本棋院名誉九段認定。中国囲棋協会名誉副主席就任
- 2005年 モンゴル自由勲章受章。ロンドン大学東洋アフリカ研究学院 (SOAS)が貢献を顕彰、モンゴル政府より勲功表彰状、京都市より特別感謝状を受ける
- 2006年 中国貴州省凱里市の名誉市民となる
- 2007年 中山大学国際教育傑出貢献賞受賞、トルコ共和国名誉勲章受章
- 2010年 日本棋院より大倉喜七郎賞受賞
- 2014年 関西棋院より九段の免状を受ける
- 2016年 サンパウロ平和名誉賞受賞

## 主な著書
1. 『幸福への原理』 1957/01/01（観音慈恵会発行）
2. 『千座の歩み』1963（観音慈恵会教学部）
3. 『変身の原理－密教・その持つ秘密神通の力』 1971/04/30（文一出版）
4. 『密教・超能力の秘密』 1972/07/05
5. 『念力 －超能力を身につける九つの方法』 1973/04/25
6. 『密教占星術 l －運命とはなにか』 1973/07/20
7. 『密教―超能力のカリキュラム』1974/1/1
8. 『説法六十心 l 』 1974/09/10
9. 『変身の原理－密教の神秘』1975/4/1（角川文庫）
10. 『チャンネルをまわせ －密教・そのアントロポロギー』 1975/06/25
11. 『密教誕生』 1976/11/01
12. 『正法の歩み』1977/3/1
13. 『密教入門 －求聞持聡明法の秘密』 1976/12/05
14. 『人間改造の原理と方法 －原始仏教から密教まで』 1977/12/20
15. 『密教占星術 ll －三元九星・掛けの秘伝』 1978/03/20
16. 『阿含密教いま－阿含講話集1』 1978/12/20
17. 『求聞持法・瞑想入門－才能開発・自己コントロールのための』 1979/04/13
18. 『密教占星術入門』 1979/12/15
19. 『守護霊を持て－家運をよくする正しい先祖のまつり方』 1980/04/01
20. 『続・守護霊を持て－家運をよくする不成仏霊供養のしかた』 1980/10/20
21. 『龍神が翔ぶ－家運をよくする守護神・守護霊の持ちかた』 1981/02/25
22. 『1999年カルマと霊障からの脱出』 1981/07/10
23. 『栂尾コレクション顕密典籍文書集成』1981/9（別巻「あとがき」）
24. 『霊障を解く－家運をよくする正しい先祖のまつり方 その②』1981/12/10
25. 『輪廻する葦－阿含経講義』 1982/11/20
26. 『現世成仏－わが人生・わが宗教』 1983/06/30
27. 『間脳思考－霊的バイオ・ホロニクスの時代』 1984/01/10
28. 『心のしおり』 1984/12/20
29. 『超脳思考をめざせ－いま、ウル・ブレインの時代』 1985/01/31
30. 『愛のために智恵を・智恵のために愛を』 1985/07/01
31. 『師の一言－忘れえぬ愛と人生のことば』1986/4（共著、淀川長治他）
32. 『末世成仏本尊経講義』 1986/05/20
33. 『守護霊の系譜 －こうして守護霊を持て』 1986/11/20
34. 『説法六十心 ll 』 1987/05/20
35. 『守護仏の奇蹟』 1987/10/20
36. 『炎の大霊言』 1987/12/15
37. 『1999年地球壊滅』 1988/11/25
38. 『求聞持聡明法秘伝 －究極の超能力開発システム』 1989/10/05
39. 『仏陀（メシア）の法』 1991/04/25
40. 『守護霊がもてる冥徳供養』 1991/10/09
41. 『人は輪廻転生するか －仏陀の霊魂救済法』 1992/04/20
42. 『アラディンの魔法のランプ －仏舎利宝珠尊和讃』 1993/06/15
43. 『君は誰れの輪廻転生(うまれかわり)か』 1993/06/15
44. 『般若心経瞑想法』 1994/11/10
45. 『一九九九年七の月が来る －運命の日の予言と予知』 1995/04/27
46. 『オウム真理教と阿含宗』1995/7/1
47. 『阿含仏教・超能力の秘密』 1996/02/10
48. 『脳と心の革命瞑想 －魔法のクンダリニー・真珠（パール）秘伝』 1996/06/25
49. 『阿含仏教・超奇蹟の秘密 －奇蹟を起こす力』 1996/12/10
50. 『社会科学（Sozial Wissenschaft）としての阿含仏教』 1997/12/20
51. 『「止観」の源流としての阿含仏教－天台智者大師の二つの謎をめぐって』 1998/12/25
52. 『一九九九年七の月（ノストラダムス）よさらば』 1999/05/06
53. 『21世紀は智慧（ソピア）の時代 －ギリシア哲学の智慧と仏陀の智慧』 2000/01/25
54. 『ニューヨークより世界に向けて発信す －世界の宗教の十字路に立って』 2001/01/25
55. 『世界平和への祈り－阿含宗ニューヨーク護摩法要と講演2001』 2001/12/20（DVD本）
56. 『実践般若心経瞑想法』 2002/01/25（DVD本）
57. 『変身の原理－密教の神秘』 2002/12/20（平河出版）
58. 『幸福への原理』 2003/04/01（平河出版）
59. 『守護神を持て－みんなの幸せのために』 2005/04/25
60. 『仏陀の真実の教えを説く－阿含経講義（上）』 2007/11/01
61. 『あなたの人生をナビゲーション』 2011/02/10（監修）
62. 『仏陀の真実の教えを説く－阿含経講義（中）』 2012/01/01
63. 『輪廻転生瞑想法I』2012/04/15
64. 『輪廻転生瞑想法II』2013/03/25
65. 『輪廻転生瞑想法III』2014/02/10
66. 『美しい人になる心のメッセージ』2016/2/1
67. 『仏陀の真実の教えを説く－阿含経講義（下）』2018/11/7
68. 十分間法話集『さあ、やるぞ　かならず勝つ』①～⑫1990/12/10～2010/2/1

## 雑誌掲載
1. 「今、21世紀に向かって期待できる宗教」『図書新聞』1997年3月22日
2. 「阿含宗立宗20周年」『図書新聞』1998年3月21日
3. 「宗教を信じる―宗教が20世紀の掉尾を飾るとき」『図書新聞』1999年7月17日
4. 「阿含宗管長が語る人間の〝死〟との向き合い方」『一個人』56号, 2005年1月、56-59頁
5. 「月刊秘伝-武田時宗伝大東流解題（大東流合気秘伝神通力法）」石橋義久　武術誌BABジャパン　2010年1月14日　20-21頁　武田時宗ノートに父武田惣角の口伝（密教念力）を研究、桐山氏の『念力』と同じ内容がある。武田に教えた人物は近村の修験道易師中川万之丞の『呪法』と判明し、真言密教・九字護身法・五芒星、不動金縛り法・足止め術、霊符などの記述がある。「会津人群像46号⁻会津一の天才易師中川万之丞」池月映　歴史春秋社　2023年8月20日　118-119頁

## 主な著書（英訳）
1. Agon Buddhism as the Source of “Shamatha(Tranquillity) and Vipashyana (Insight)” The Two Enigmas of T'ien-T'ai Master Chih-i  1998
2. 21st Century: The Age of Sophia The Wisdom of Greek Philosophy and the Wisdom of the Buddha  2000
3. You Have Been Here Before: Reincarnation  2000
4. The Wisdom of the Goma Fire Ceremony  2001
5. The Marvel of Spiritual Transformation  2001
6. Sacred Buddhist Fire Ceremony for World Peace 2001
7. The Heart Sutra Meditation  2002

## 対談など
1. 森下敬一との対談「人類の大量突然死の日は近い？」自然医学会『自然医学』1973/5～6
2. 金岡秀友との対談「密教の本質とその魅力―教理と行法とこれからの課題をめぐって」『別巻密教講座』1（初出：佼成出版社『アジア仏教史・インド編IV』1974/6）
3. 平井富雄、草柳大蔵との対談「密教の念力があなたを創る」『別巻密教講座』2（初出：『壮快』講談社1974/11）
4. 津島秀彦との対談『日本の宗教者 十人の教主と語る』島村出版1976/1/1
5. 金岡秀友との対談「『密教講座』の回顧と展望―曼荼羅の精神を基本として」『密教講座』第12巻、1977/9, pp. 12-20
6. 今西錦司との対談「自然と人間」『アーガマ』1979/6-8
7. 森萬壽夫との対談「医療とこころ」『アーガマ』1979/3, pp. 38-45
8. 横尾忠則との対談「瞑想と創造への道」『アーガマ』1979/5, pp. 48-54
9. 樹木希林との対談「女が迫る」『週刊朝日』1980/8/22
10. 森下敬一との対談「健康と食生活―現代に生まれ変った密教食」『アーガマ』1979/9～10
11. 森敦との対談「文学と信仰」『アーガマ』1979/11, pp. 40-47
12. 安部譲二との対談「宗教活動から社会活動へ。真に人を救うために。」『京都新聞』2003/2/9
13. 市川森一との対談「祈りを捧げることが世界平和への第一歩」『週刊文春』2004/4/1, pp. 126-128
14. 西木正明との対談『週刊文春』2006/3/23
15. 柳田邦男との対談「今、”第二の敗戦を体験”　精神の輝きを取り戻せ」『産経新聞』2007/8/15
16. 金美齢との対談「忘れてはならない尊い犠牲」『産経新聞』2008/8/15
17. 武田樹里との対談「日本人よ、忘恩の徒になるなかれ―黙して語らぬ‶先人”の声に今こそ耳を傾けよう」『正論』2008/12, pp. 272-279
18. 服部克久との対談「」『週刊文春』2010/3/17
19. 桂吉坊などとの対談「「面白い」を探そう」『産経新聞』2010/8/15
20. 乙武洋匡、百田尚樹との対談「命を考える。未来を考える。」『産経新聞』2011/8/14
21. 石原慎太郎との対談「この危機に、なぜ国が号令をかけないのか」『産経新聞』2012/6/7
22. 倉本聰との対談「命を敬う生き方」『産経新聞』2012/8/15
23. 藤岡弘との対談「命を敬い明日に進む」『産経新聞』2013/8/15
24. 百田尚樹との対談「平和にかけた命」『産経新聞』2014/8/15